# Åskjell Jonsson
Åskjell Jonsson († 1254) war Bischof in Stavanger und königlicher Ratgeber.
Sein Vater war wahrscheinlich Jon Gautsson von Ornes in Sogn. Die Mutter ist nicht bekannt.
Über sein Geschlecht gibt es verschiedene Vermutungen. In einer Handschrift der Hákons saga Hákonarson wird er als Bruder der Lehnsmänner Arnbjørn Jonsson und Gaut Jonsson bezeichnet, von denen der Historiker P. A. Munch meinte, dass sie die Söhne des Jons seien, der in der Sverris saga in der Flateyjarbók Sohn von Ænes (in Kvinnherad) gewesen sei. Aus anderen Handschriften der Sverres saga geht aber hervor, dass Ænes ein Schreibfehler für Ornes (Urnes) ist. Aber die Familie gehörte offenbar zum Ornes-Geschlecht.
Askjell wird erstmals 1223 als königlicher Kaplan und Ratgeber im engsten Kreis König Håkon Håkonsons des Alten erwähnt. Auch als er 1226 Bischof von Stavanger wurde, stand er dem König weiterhin zur Seite.
Bei seinem familiären Hintergrund und zwei Lehnsmännern als Brüder ist es naheliegend, dass Åskjall nach der Weihe Hofkaplan und Ratgeber des Königs wurde. Später wurde er Erzdiakon in Bergen und wurde 1225 vom König mit einer diplomatischen Mission zum englischen König Heinrich III. betraut. 1226 wurde er Bischof von Stavanger. 1247 nahm er an der Krönung König Håkons in Bergen teil.
Er erhielt auch die Bestätigung des einzigartigen Privilegs, das Magnus Erlingsson der Kirche St. Svithun gewährt hatte, nämlich die ganze Stadt Stavanger mit Abgabe und beweglichem Gut. Bei dieser Bestätigung siegelte als erste Zeugin Königin Margarete. Sie hatte besondere Beziehungen zum Bistum Stavanger, da Kardinal Wilhelm von Modena anlässlich der Krönung Håkons ihr und ihren Söhnen das Patronatsrecht über drei königliche Kapellen zugestanden hatte, über die zwischen ihr und dem Bischof Streit bestanden hatte. Wahrscheinlich gehörten sie zu ihrer Morgengabe, die der Papst 1246 unter seinen Schutz gestellt hatte. Åskjell sorgte dafür, dass dieses Recht auch vom Bischof von Bergen und dem Erzbischof respektiert wurde.
Während seiner Amtszeit wurden viele gotische Steinkirchen im Bistum Stavanger errichtet.
Das letzte Mal, dass er in den Quellen genannt wird, ist die Reise mit König Håkon zu einem Treffen mit dem schwedischen Regenten Birger Jarl am Göta älv im Sommer 1253. Er starb im folgenden Jahr.